# اپروس کیومریوکجیان
اپروس کیومریوکجیان (ارمنی: Էպրոս Կեոմրյուքճյան؛  ۱۸۴۴ – ۱۹۰۱) یک بازیگر اهل ارمنستان بود. وی بین سال‌های - تا - میلادی فعالیت می‌کرد.

## زندگی‌نامه
وی در ۱۸۴۴ در کنستانتینوپل به دنیا آمد .  وی در ۱۹۰۱ در سن ۵۷ سالگی درگذشت.